# Міллен
Міллен (нім. Miellen) — громада в Німеччині, розташована в землі Рейнланд-Пфальц. Входить до складу району Рейн-Лан. Складова частина об'єднання громад Бад-Емс.
Площа — 2,05 км2. Населення становить 341 ос. (станом на 31 грудня 2020).